# Jared Schuurmans
Jared Schuurmans (* 20. August 1987) ist ein US-amerikanischer Leichtathlet, der sich auf den Diskuswurf spezialisiert hat.

## Sportliche Laufbahn
Erste internationale Erfahrungen sammelte Jared Schuurmans im Jahr 2014, als er beim Panamerikanischen Sportfestival in Mexiko-Stadt mit einer Weite von 59,90 m die Silbermedaille hinter dem Kubaner Jorge Fernández gewann. Im Jahr darauf nahm er an den Panamerikanischen Spielen in Toronto teil und belegte dort mit 62,32 m den vierten Platz und qualifizierte sich auch für die Weltmeisterschaften in Peking, bei denen er mit 57,74 m aber nicht das Finale erreichte. 
2015 wurde Schuurmans US-amerikanischer Meister im Diskuswurf. Er absolvierte ein Studium an der Doane University in Nebraska.